# Ptochophyle anisocosma
Ptochophyle anisocosma är en fjärilsart som beskrevs av Louis Beethoven Prout 1918. Ptochophyle anisocosma ingår i släktet Ptochophyle och familjen mätare. Inga underarter finns listade.